# 朱兰成
朱兰成（英語：Lan Jen Chu，1913年8月24日—1973年7月25日），生于江苏淮阴，电气工程师，麻省理工学院电气工程教授，美国无线电工程师学会（现IEEE）会士、美国物理学会会士、中华民国中央研究院院士，Sigma Xi科学研究学会成员。朱兰成在电磁学与微波理论，特别是天线的设计上深有造诣，最知名的工作是分析了全向天线并提出朱氏极限（Chu's limit），显示了天线小型化存在的理论极限，是电小天线的理论基础，在移动与无线通信中有着重要意义。电磁学中的斯特拉顿—朱兰成（Stratton-Chu）公式也以他的姓氏命名。

## 生平
朱兰成于1913年8月24日在江苏淮阴出生。1934年在交通大学毕业，获得电机工程学士学位，随后赴美前往麻省理工学院攻读电气工程，将研究方向从电力变更为电磁学，1935年和1938年分别获得硕士与博士学位。朱兰成在1942年到1946年在麻省理工辐射实验室从事电磁学研究。第二次世界大战末期，监督了多项雷达与通讯系统的天线研发工作。
1945年（一说1943年），朱兰成随美军驻华统帅魏德迈的专家顾问团，前往中国支援作战。他指导昆明巫家坝机场建立了盲降设备，为二战胜利作出贡献，1948年因战功获得杜鲁门颁发的总统荣誉证书。他在中国期间，某日在重庆市区遇到交通大学级友张钟俊。因已完成昆明任务，他受邀到电信研究所向研究生讲解微波电路，成为最早在交通大学讲学的国外专家。课程共36小时，每天上、下午共讲6小时。他十分熟悉课程内容，还介绍了不少美国最新的微波技术，受到研究生欢迎。
1947年后，长期就职于麻省理工学院的电气工程系。
他虽为美国麻省理工学院的教授，但十分关注台湾电子科技事业的发展，经常在暑假前往台湾交通大学授课。1964年，在朱兰成和施敏的指导之下，张俊彦与张瑞夫在台湾建立了首座半导体实验室。该实验室在未来研制出台湾第一枚集成电路，培养出许多电子科技产业人才。在研究经费申请困难的情况下，他自费借给施敏500美元，让他将支票交给张俊彦，帮助张俊彦完成博士论文。他还游说交通大学拨款，将博士生陳龍英、褚冀良送到贝尔实验室深造。
他持有天线设计的25项专利，著有三本电磁学专著，合著者有电气工程专家朱利叶斯·亚当斯·斯特拉顿（Julius Adams Stratton）、理查德·阿德勒（Richard Adler）和罗伯特·法诺（Robert Fano）。1973年7月25日在美国马萨诸塞州因癌症逝世，享年59岁。

## 朱氏极限
在无线移动通信中，人们往往希望天线的尺寸小。而朱氏极限意味着天线的尺寸越短，带宽就越窄，说明了天线小型化存在着理论限制。
1948年，朱兰成确立了无损耗线偏振全向天线的Q因子下限为
{\displaystyle Q\geq {\frac {1}{k^{3}a^{3}}}+{\frac {1}{ka}}}
其中{\displaystyle a}是包含天线和其电流分布的最小球半径，{\displaystyle k={\frac {2\pi }{\lambda }}}为其波数。这一定理随后又被哈罗德·奥尔登·惠勒和罗杰·哈灵顿进一步推广。因此朱氏极限又称朱-哈灵顿极限（Chu–Harrington limit）。

## 部分著作

### 论文
- Chu, L. J.  [全向天线的物理限制] (PDF). Journal of Applied Physics. December 1948, 19 (12): 1163–1175. Bibcode:1948JAP....19.1163C. doi:10.1063/1.1715038. hdl:1721.1/4984 （英语）.[15]

### 专著
- Julius A. Stratton; P. M. Morse; Lan Jen Chu; J. D. C. Little; Fernando J. Corbato.  [球体波函数]. MIT Press. 1956 （英语）.[14]

- Julius A. Stratton; Lan Jen Chu; Robert M. Fano.  [电磁能的传输与辐射]. MIT Press. 1968 （英语）.[14]

- Richard B. Adler; Lan Jen Chu; Robert M. Fano.  [电磁场、能量与力]. MIT Press. 1968 （英语）.[14]

## 注解
1. 1 2 3  淮阴县原名清河县。民国元年（1912年），全国废府。淮安府撤销，市境大部始属淮扬道（道署设今清浦区）。[1]民国三年（1914年），全国修改重复县名，江苏省清河县与直隶省清河县同名，改名为淮阴县。[2]2001年，淮阴市更名为淮安市，改淮阴县为淮安市淮阴区。 [1]